# Steeve Beusnard
Steeve Beusnard (Lattes, 27 giugno 1992) è un calciatore francese, centrocampista del Pau.

## Carriera
Cresciuto nel settore giovanile del Fabrègues, debutta in prima squadra il 23 agosto 2014, in occasione dell'incontro del Championnat de France amateur 2 vinto per 2-0 contro il Bassin d'Arcachon. Nel 2016 viene acquistato dall'AS Béziers, con cui ottiene la promozione in seconda divisione al termine della stagione 2017-2018; il 27 luglio 2018 ha esordito in Ligue 2, disputando l'incontro vinto per 0-2 contro il Nancy. Nel 2019 si accasa allo Gazélec Ajaccio, in terza divisione. Nel gennaio 2020 si trasferisce al Pau, altro club della terza divisione francese, con cui ottiene un'altra promozione in seconda divisione al termine della stagione.

## Statistiche

### Presenze e reti nei club
Statistiche aggiornate al 16 gennaio 2023.
| Stagione          | Squadra           | Campionato        | Campionato | Campionato | Coppe nazionali | Coppe nazionali | Coppe nazionali | Coppe continentali | Coppe continentali | Coppe continentali | Altre coppe | Altre coppe | Altre coppe | Totale | Totale |
| Stagione          | Squadra           | Comp              | Pres       | Reti       | Comp            | Pres            | Reti            | Comp               | Pres               | Reti               | Comp        | Pres        | Reti        | Pres   | Reti   |
| ----------------- | ----------------- | ----------------- | ---------- | ---------- | --------------- | --------------- | --------------- | ------------------ | ------------------ | ------------------ | ----------- | ----------- | ----------- | ------ | ------ |
| 2014-2015         | Fabrègues         | CFA2              | 22         | 8          | CF              | 0               | 0               |                    | -                  | -                  |             | -           | -           | 22     | 8      |
| 2015-2016         | Fabrègues         | CFA2              | 21         | 4          | CF              | 0               | 0               |                    | -                  | -                  |             | -           | -           | 21     | 4      |
| Totale Fabrègues  | Totale Fabrègues  | Totale Fabrègues  | 43         | 12         |                 | 0               | 0               |                    | -                  | -                  |             | -           | -           | 43     | 12     |
| 2016-2017         | AS Béziers        | N                 | 23         | 5          | CF              | 0               | 0               |                    | -                  | -                  |             | -           | -           | 23     | 5      |
| 2017-2018         | AS Béziers        | N                 | 20         | 2          | CF              | 0               | 0               |                    | -                  | -                  |             | -           | -           | 20     | 2      |
| 2018-2019         | AS Béziers        | L2                | 29         | 0          | CF+CdL          | 1+0             | 0               |                    | -                  | -                  |             | -           | -           | 30     | 0      |
| Totale AS Béziers | Totale AS Béziers | Totale AS Béziers | 72         | 7          |                 | 1               | 0               |                    | -                  | -                  |             | -           | -           | 73     | 7      |
| 2019-gen. 2020    | Gazélec Ajaccio   | N                 | 10         | 0          | CF+CdL          | 0+2             | 0+1             |                    | -                  | -                  |             | -           | -           | 12     | 1      |
| gen.-giu. 2020    | Pau               | N                 | 5          | 0          | CF              | -               | -               |                    | -                  | -                  |             | -           | -           | 5      | 0      |
| 2020-2021         | Pau               | L2                | 32         | 3          | CF              | 0               | 0               |                    | -                  | -                  |             | -           | -           | 32     | 3      |
| 2021-2022         | Pau               | L2                | 9          | 0          | CF              | 0               | 0               |                    | -                  | -                  |             | -           | -           | 9      | 0      |
| 2022-2023         | Pau               | L2                | 19         | 2          | CF              | 2               | 0               |                    | -                  | -                  |             | -           | -           | 21     | 2      |
| Totale Pau        | Totale Pau        | Totale Pau        | 65         | 5          |                 | 2               | 0               |                    | -                  | -                  |             | -           | -           | 67     | 5      |
| Totale carriera   | Totale carriera   | Totale carriera   | 190        | 24         |                 | 5               | 1               |                    | -                  | -                  |             | -           | -           | 195    | 25     |

## Palmarès

### Club

#### Competizioni nazionali
- Championnat National: 1

Pau: 2019-2020